# Conrad Philipp von Romberg
Conrad Philipp von Romberg (* 1620 in Dortmund; † 1703 ebenda) war ein westfälisch-märkischer Adeliger aus der Familie vom Romberg. Seinen Sitz hatte er auf Schloss Brünninghausen.
Conrad Philipp wurde als alleinig erbberechtigter Sohn des Caspar von Romberg und seiner Frau, der früheren Äbtissin des Stifts Clarenberg in Hörde, Anna Theodora von Viermund, geboren.
Als erster der Familie sollte Conrad Philipp nicht den traditionellen Lebenswandel des märkischen Landadels einschlagen. Er studierte Jura und begann eine Laufbahn in der Verwaltung. Conrad Philipp wurde zum Präsidenten der Hofkammer Kleve und war zugleich Sprecher der märkischen Landstände.
Nach 1648 ging die bisher unabhängige Vereinigte Herzogtümer Jülich-Kleve-Berg an Preußen-Brandenburg und Conrad Philipp von Romberg wurde ein wichtiger Beamter am Hofe in Berlin.
Neben seinen administrativen Aufgaben kümmerte er auch um das wirtschaftliche Wohlergehen der Rombergs. Unter seinem Einfluss wurde der Grundbesitz der Rombergs stark erweitert. Schloss Bladenhorst und umliegende Ländereien und Kotten gingen an die Familie. Ebenso erwarb Conrad Philipp die Adelssitze Haus Colvenburg bei Billerbeck, Haus Dönhoff bei Wengern und Haus Wiesche in Bochum.
Seinen Wohlstand verdankte Conrad Philipp zum einen seinen Mühlenrechten und zum anderen aus Gewinnen aus dem Bergbau. Wie schon sein Vater engagierte er sich im Bergbau und erschloss weitere Zechen.
Er war mit Christine Lucille von Gent verheiratet. Sie hatten einen gemeinsamen Sohn namens Otto Caspar von Romberg.